# ローマ広場

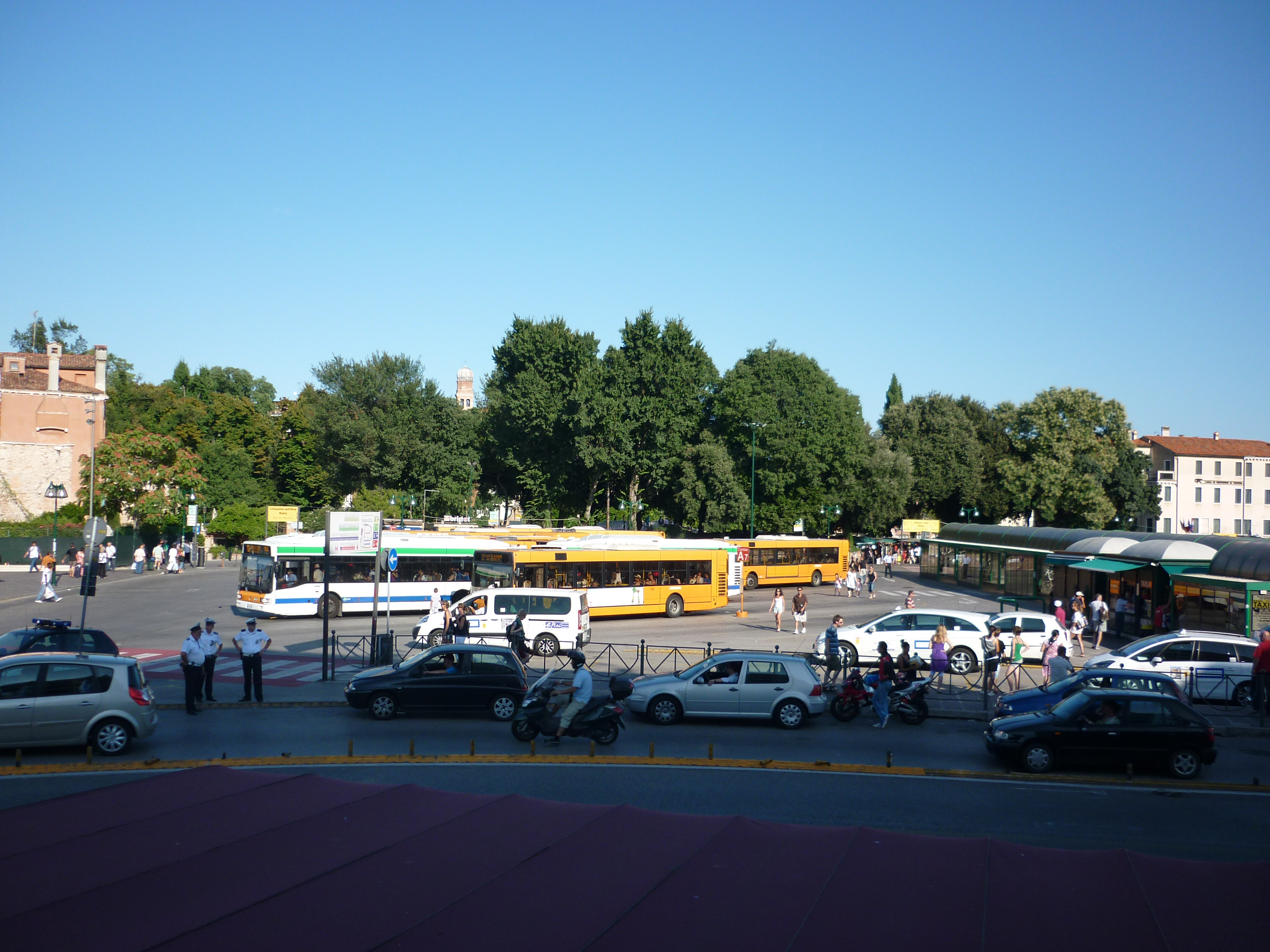
ローマ広場の眺め

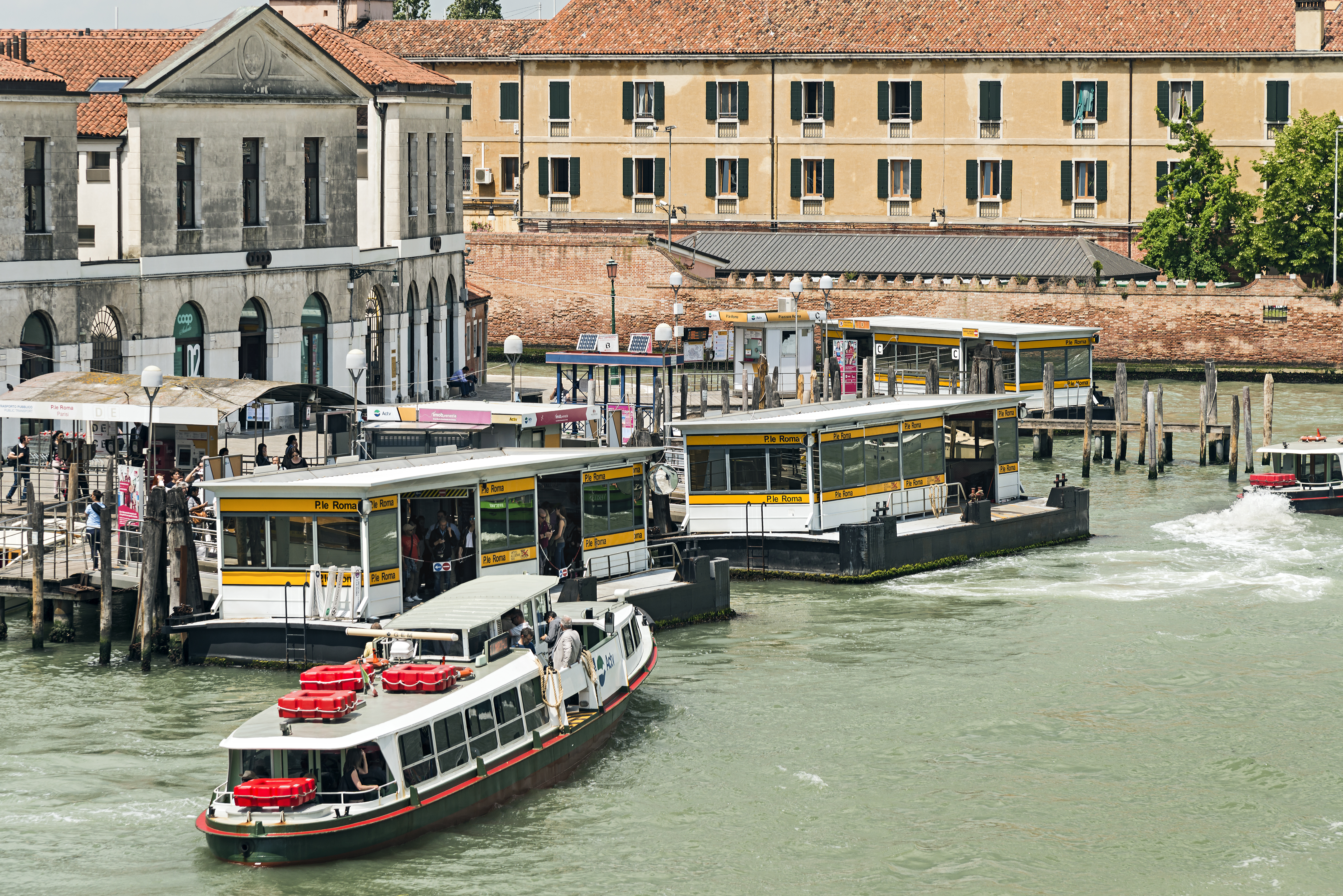
カナル・グランデにあるローマ広場ヴァポレットバス停

ローマ広場（ローマひろば、イタリア語: Piazzale Roma）は、イタリア、ヴェネツィアにある広場である。
広場は、ヴェネツィアの主要バス停として利用されている。ヴェネツィア・テッセラ空港やトレヴィーゾ空港へのバス路線が運行されている。この広場は、主要駅であるヴェネツィア・サンタ・ルチーア駅に近く、近代的な歩道橋で2008年にカナル・グランデの西端に架けられたコスティトゥツィオーネ橋によって結ばれている。2010年から、トロンケット島とローマ広場を結ぶ公共交通のヴェネツィア・ピープル・ムーバーが営業しており、2015年に路面電車がメストレからの乗り入れを開始した。